# Ahrenshagen (Kuchelmiß)
Koordinaten: 53° 41′ N, 12° 19′ O
Ahrenshagen ist ein Ortsteil der Gemeinde Kuchelmiß im Landkreis Rostock in Mecklenburg-Vorpommern (Deutschland).

## Geografie
Der Ort Ahrenshagen liegt im Zentrum Mecklenburg-Vorpommerns zwischen Kuchelmiß und Krakow am See. Nördlich fließt die Nebel, die in diesem Gebiet als Naturschutzgebiet ausgewiesen ist, nach Güstrow. Etwa 2,5 Kilometer südwestlich befindet sich an der Grenze zur Gemeinde Krakow am See das Naturschutzgebiet Ahrenshäger See.
Die bebaute Ortslage befindet sich etwa 35 bis 50 m ü. NHN.

## Geschichte
Im frühen 12. Jahrhundert wurde Ahrenshagen als „Adlersgarten“ durch sächsische Siedler gegründet. Erstmals urkundlich erwähnt wird der Ort 1295.

## Sehenswürdigkeiten
In Ahrenshagen befindet sich ein klassizistisches Gutshaus aus dem Jahr 1817. Zum Gutshaus gehören ein Marstall, Scheunen und Ställe, sowie ein Park hinter dem Haus. Errichtet wurde das Gebäude durch eine Familie, welche aus dem mecklenburgischen Adelsgeschlecht Levetzow abstammt.

## Verkehr
Ahrenshagen wird über die Landesstraße 11 (Kühlungsborn – Teterow) mit der Bundesstraße 103 in Blechernkrug und mit der Bundesautobahn 19 (Anschlussstelle Krakow in Kuchelmiß) verbunden.
Der nächste Bahnhof mit regelmäßiger Personenbeförderung befindet sich in Lalendorf.